# B1 Preliminary
B1 Preliminary (раніше відомий як Preliminary English Test (PET), Cambridge English: Preliminary) — екзамен з англійської мови, що розробляється та проводиться Cambridge Assessment English, частиною UCLES — екзаменаційного відділу Кембриджського університету. Відповідає рівневі B1 шкали CEFR.
Термін дії сертифіката B1 Preliminary не обмежений.

## Історія
Екзамен був заснований 1943 року, однак скасований у 1946 році. У 1970-х — 1990-х був відновлений. Зазнав змін у 1994, 1999 та 2004 рр. Останні перегляди структури іспиту відбулись у 2016 та 2020 роках.

## Формат екзамену
Екзамен складається з чотирьох частин:
- Reading — читання;
- Writing — письмо;
- Listening — аудіювання;
- Speaking — розмовна мова.

Загальний час проведення екзамену — близько 2 год 20 хв. Іспит може проходити до двох днів. У такому разі в один із днів здаються аудіювання, читання та письмо, а в інший — розмовна мова.

### Reading
Поділяється на 6 частин і 32 завдання.
Відведений час — 45 хв.

### Writing
Містить 2 завдання.
Відведений час — 45 хв.

### Listening
Поділяється на 4 частини та 25 завдань.
Відведений час — близько 30 хв.

### Speaking
Складається з чотирьох завдань, які виконуються парою кандидатів. 
Відведений час — 12—17 хв.

## Оцінювання
Кінцева оцінка обчислюється шляхом усереднення балів із чотирьох навиків (Reading, Writing, Listening, Speaking). Кожен навик складає до 25 % від кінцевої оцінки. Кандидати, які склали екзамен із результатом 160 балів і вище, отримують сертифікат рівня B2. Від 140 до 159 балів — сертифікат рівня B1. Ті, хто продемонстрували свої знання нижче рівня B1, але набрали від 120 до 139 балів, отримують сертифікат рівня A2. Кандидати, які набрали менше 120 балів, сертифікат не отримують.
| Grade         | Cambridge English Scale Score (120–170) | CEFR Level |
| ------------- | --------------------------------------- | ---------- |
| A             | 160–170                                 | B2         |
| B             | 153–159                                 | B1         |
| C             | 140–152                                 | B1         |
| CEFR Level A2 | 120–139                                 | A2         |

## Інші екзамени
A2 Key — один із ряду екзаменів, відомих як Кембриджські.
Існує п'ятирівнева система екзаменів:
1. A2 Key;
2. B1 Preliminary;
3. B2 First;
4. C1 Advanced;
5. C2 Proficiency.